# Sabran
Sabran là một xã trong vùng Occitanie. Xã Sabran nằm ở khu vực có độ cao trung bình 284 mét trên mực nước biển.